# 米昂阿斯机场
米昂阿斯机场（印尼语：Bandar Udara Miangas）是印度尼西亚北苏拉威西省塔劳群岛县米昂阿斯岛上的一座机场，于2017年3月12日启用，首班在这里降落的飞机是风翼航空从万鸦老萨姆·拉图兰吉国际机场飞来的班机。该机场的建设投资估计为2,050亿印尼盾。

## 航空公和目的地
| 航空公司 | 目的地           |
| -------- | ---------------- |
| 风翼航空 | 万鸦老、梅龙瓜内 |

## 资料来源
1. ↑  . Antara. 2017-03-12  [2017-07-12]. （原始内容存档于2018-06-24）.
2. ↑  . detikcom. 2016-10-19  [2017-07-12]. （原始内容存档于2018-06-24）.
3. ↑  https://agent.lionair.co.id/LionAirAgentsPortal/Default.aspx/